# آريس 1
قالب:Infobox Rocket/Payloadقالب:Infobox Rocket/Stageقالب:Infobox Rocket/Stage
كان الصاروخأريس 1
Ares I صاروخا حاملا خططت له ناسا ليكون الصاروخ الذي يحمل مركبة الفضاء أوريون بحيث يكونا سويا خلفا ل مكوك الفضاء ويحمل رواد فضاء. وطبقا لآخر مرحلة من تصميمه كان في استطاعة آريس 1 حمل حمولة قدرها 5و24 طن وايصالها إلى مدار قريب من الأرض. 
وطبقا لخطة ناسا التي كانت ممثلة في برنامج كونستليشن كانت ناسا تعتمد على أريس 1 وأخيه آريس 5 في القيام ببعثات برنامج كونستليشن. ولكن بسبب عدم كفاية التمويل الممنوحة لناسا استغنت ناسا عن برنامج كونستليشن بما في ذلك بناء الصاروخين آريس 1 وآريس 5.
في سبتمبر 2011 قدمت ناسا تقريرا مفصلا عن مشروعها الجديد وهو نظام إقلاع للفضاء
Space Launch System ، وهو صاروخ جديد ييقيام برحلات مأهولة خارج مدارات الأرض.

## التقنية
يتكون الصاروخ آريس 1 من مرحلتين. المرحلة الأولى تتكون من خمس وحدات من النوع المستخدم في دعم مكوك الفضاء تعمل بالوقود الصلب. والوقود هو عبارة عن مخلوط يحتوي على بركلورات الأمونيوم APCP يعمل كمؤكسد
ويتفاعل مع الألمونيوم لإنتاج قوة الدفع ، وهذه الخمسة صواريخ الداعمة تنتج دفعا قدره 16 مليون نيوتن . وإذا بدأت تلك الصواريخ الداعمة في الاشتعامل ، وهي من الوقود الصلب، فهي لا تنطفيء حتى تنتهي فترة اشتعالها المقدرة ب 126 ثانية ؛ يصعد الصاروخ آريس 1 خلالها إلى ارتفاع 50 كيلومتر. وعلى هذا الارتفاع تنفصل المرحلة الأولى للصاروخ وتسقط مجموعة الصواريخ الداعمة في مياه المحيط الأطلسي بواسطة مظلات . ويمكن استعادهم من البحر وفكهم عن بعض في قاعدة الإقلاع. فإذا توفر المخطط ووافقت الإدارات المختصة عليه تعهد إلى الشركة المصنعة بالقرب من بريغهام سيتي ،(يوتا) ولكانت ترسل إليها الصواريخ الداعمة بعد انتشالها من المحيط ، بغرض تجهيزها ثانيا واعادة استخدامها. 
ولكان من الممكن أن يكون النقل بواسطة السكة الحديدية.

## تاريخ التطوير

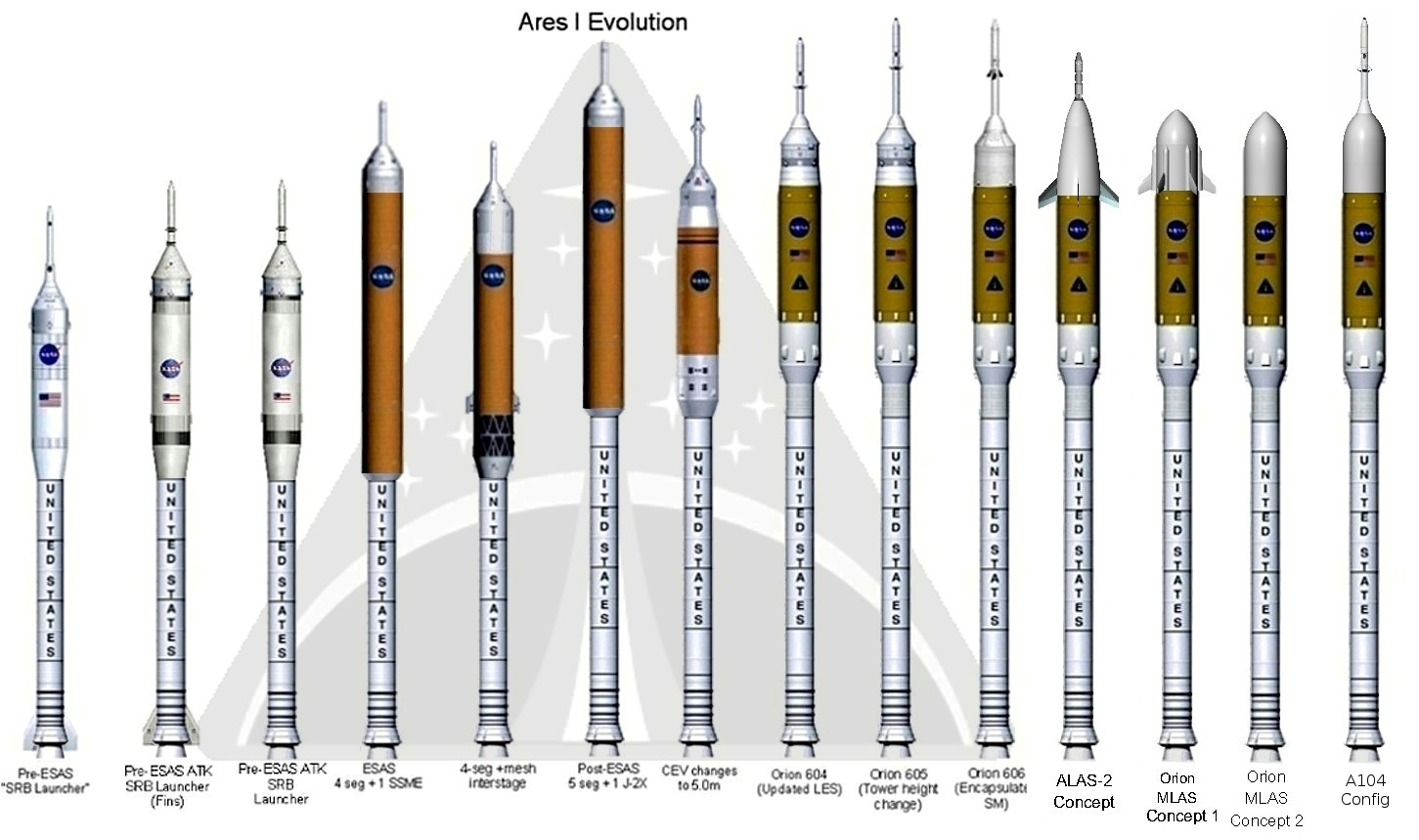
مراحل تطوير الصاروخ Ares I

كانت الفكرة الأساسية في عام 1995 لهذا الصاروخ بأن يتكون من مرحلة أولى تعمل بالوقود الصلب ومرحلة ثانية تعمل بالوقود السائل ، وكان التصميم المبدئي.
بعد عشر سنوات بدأت ناسا بالعمل على بناء الصاروخ . وصممت المرحلة الأولى من 4 صواريخ داعمة وأما المرحلة الثانية فكانت تطوير للمحرك الرئيسي في مكوك الفضاء . وبعد تحليل مبدئي اتضح أن ا لأربعة صوارريخ داعمة لا تأتي بالدفع المطلوب . وعولج هذا الأمر بإضافة صاروخ داعم خامس مع تقليل وزن الحمولة القصوى.
في 4 يناير 2007 قامت ناسا باختبار على الصاروخ كجزء من برنامج كونستليشن التجربة ناجحة. وأعطي عطاء إنتاج حاسوب الطيران إلى شركة بوينغ في 12 ديسمبر 2007. وتم يوم 10 سبتمبر 2009 اشعال الخمسة صواريخ الداعمة .
.

## الانطلاق الأول
كان الانطلاق الأول التجريبي للصاروخ 
Ares I-X وارساله إلى مدار منخفض في 28 أكتوبر 2009 ، تم خلالها اشعال المرحلة الأولى مع عدم اشعال المرحلة الثانية وبحمولة تجريبية. صعد الصاروخ إلى ارتفاع 46 كيلومتر . ووصل تسريع الصاروخ 7و4 ماخ (أي نحو 5 أضعاف سرعة الصوت).

## بعد إلغاء البرنامج
الغت ناسا برنامج كونستليشن في أكتوبر 2010 نظرا لعدم موافقة الرئيس أوباما على التمويل كاملا. وقامت باختبار المرحلة الأولى مرة ثانية في 31 أغسطس 2010.
.
وأعلنت شركة «أليانت تيك سيستمس» 
ATK التي تبني الصواريخ الداعمة انها ستعمل سويا مع شركة EADS Astrium الفرنسية لتبني المرحلة الثانية غلى غرار الصاروخ الفرنسي أريان 5 ، بحيث تكوّن مع المرحلة الأ ولى صاروخا حاملا معدلا يسمى «ليبرتي» ، على أساس ان يقوم بالنقل الاقتصادي لرواد الفضاء لناسا.
. وأعلنت ناسا عن استعدادها شلمساعدة تلك الشراكة.

## المواصفات التقنية

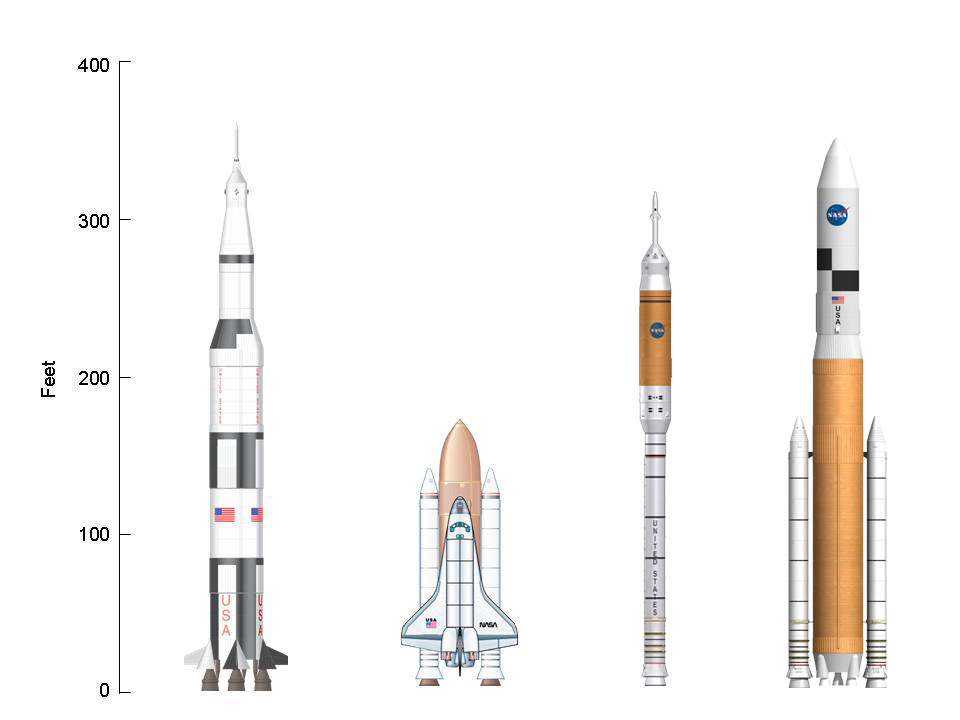
مقارنة بين أحجام (من اليسار إلى اليمين) Saturn V, و مكوك الفضاء, و آريس 1 و Ares V

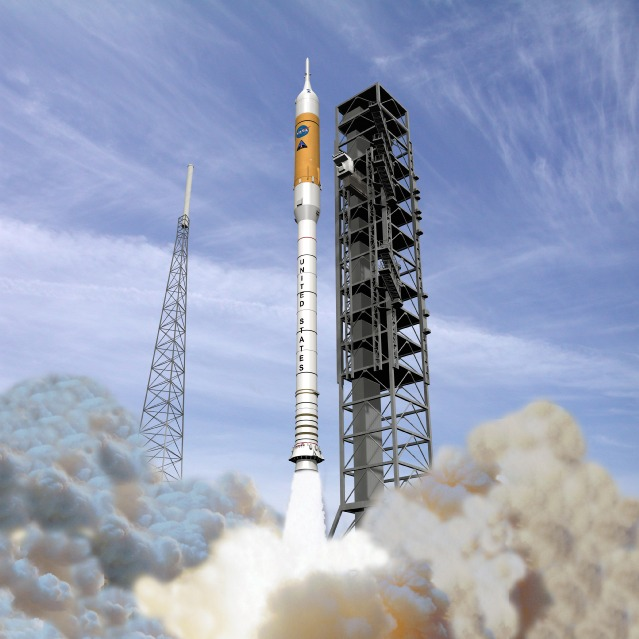
رسم فني تخيلي لإقلاع صاروخ Ares-I

| Ares I                 | Ares I                                |
| ---------------------- | ------------------------------------- |
| الوزن عند الإقلاع;(طن) | 907                                   |
| الارتفاع (متر)         | 99                                    |
| مكان الاقلاع           | مجمع الإطلاق 39 في مركز كينيدي للفضاء |
| الحمولة (LEO (طن))     | 25,49                                 |
| المرحلة الأولى         |                                       |
| نوع                    | وقود صلب                              |
| طولها (متر)            | 52,73                                 |
| قطر (متر)              | 3,66                                  |
| الكتلة (طن)            | 801                                   |
| الدفع (ألف نيوتن)      | 16014                                 |
| زمن الإشعال (ثانية)    | 126                                   |
| الوقود                 | APCP                                  |
| 2. Stufe               |                                       |
| نوع                    | وقود سائل                             |
| المحرك                 | J-2X                                  |
| الإرتفاع (متر)         | 25,6                                  |
| القطر (متر)            | 5,5                                   |
| الكتلة (طن)            | 156 (فارغ 17,5)                       |
| الدفع (kN)             | 1308                                  |
| زمن الاشتعال (ثانية)   | نحو 465                               |
| الوقود                 | LOX / LH2                             |

## اقرأ أيضا
- آريس 5
- فالكون 9
- فالكون 1
- صاروخ آريس
- الطير (مركبة هبوط على القمر)
- ستار48